# Љума Пенов
Љума Маргарета Пенов (Београд, 1980) српска је филмска и позоришна глумица и композиторка.

## Биографија
Рођена је у Београду 22. марта 1980, а завршила је средњу музичку школу и Академију уметности у Новом Саду. Од детињства се бавила класичним балетом. Активна је у позоришту од 2009, а привукла је пажњу јавности главном улогом у филму Црна Зорица (2012). Играла је у Југословенском драмском позоришту и Народном позоришту у Београду, СКЦ Београд, Народном позоришту у Суботици, Српском народном позоришту у Новом Саду.

## Улоге
| Год.    | Назив                                   | Улога              |
| ------- | --------------------------------------- | ------------------ |
| 2000-те |                                         |                    |
| 2005.   | Либеро                                  | агент              |
| 2009.   | Медени месец (филм)                     | Тања               |
| 2010-те |                                         |                    |
| 2010.   | Као рани мраз                           | Иренка             |
| 2011.   | Златна левица — прича о Радивоју Кораћу | Радивојева девојка |
| 2012.   | Црна Зорица                             | Зорица             |
| 2015.   | Небо изнад нас                          | Јелена             |
| 2015.   | Породица                                | Ружица Михајловић  |
| 2016.   | Љубавни случај                          | Бела               |